# Диклићи (Вишњан)
Диклићи (итал. Decli) је насељено место у саставу општине Вишњан у Истарској жупанији, Хрватска. До територијалне реорганизације у Хрватској налазили су се у саставу старе општине Пореч.

## Становништво
Према последњем попису становништва из 2011. године у насељу Диклићи живелo je 47 становника.
| година пописа  | 1857 | 1869 | 1880 | 1890 | 1900 | 1910 | 1921 | 1931 | 1948 | 1953 | 1961 | 1971 | 1981 | 1991 | 2001 | 2011 |
| бр. становника | 0    | 0    | 70   | 56   | 73   | 66   | 0    | 0    | 81   | 76   | 72   | 76   | 52   | 50   | 51   | 47   |

Напомена: Од 1880 до 1910 и 1948 приказано под именом Деклић.У пописима 1857. 1869. 1921. и 1931. подаци су садржани у насељу Бриг (општина Вижинада). У 1991. смањено издвајањем дела Деклеви у самостално насеље..
[[